# Memoriał Janusza Kusocińskiego 2017
63. Memoriał Janusza Kusocińskiego – międzynarodowy mityng lekkoatletyczny, który odbył się 10 czerwca 2017 na Miejskim Stadionie Lekkoatletycznym im. Wiesława Maniaka w Szczecinie. Zawody zaliczane były do cyklu European Athletics Permit Meeting.
Rywalizacja w rzucie młotem kobiet i mężczyzn zaliczana była do IAAF Hammer Throw Challenge.

## Rezultaty

### Mężczyźni
| Konkurencja:               | 1. miejsce         | Rezultat   | 2. miejsce             | Rezultat   | 3. miejsce             | Rezultat   |
| Bieg na 100 m              | Dominik Kopeć      | 10,37      | Karol Zalewski         | 10,46      | Przemysław Słowikowski | 10,51      |
| Bieg na 400 m              | Rafał Omelko       | 45,86      | Rabah Yousif           | 45,95      | Jarrin Solomon         | 46,49      |
| Bieg na 800 m              | Marcin Lewandowski | 1:47,06    | Adam Kszczot           | 1:47,55    | Michał Rozmys          | 1:47,67 SB |
| Bieg na 3000 m             | Bartosz Kotłowski  | 8:14,61 PB | Paweł Pankratow        | 8:16,79 PB | Damian Kabat           | 8:18,74 SB |
| Bieg na 110 m przez płotki | Damian Czykier     | 13,31      | Konstandinos Duwalidis | 13,61      | Benjamin Sedecias      | 13,71      |
| Skok o tyczce              | Piotr Lisek        | 5,70       | Konstandinos Filipidis | 5,60       | Paweł Wojciechowski    | 5,50       |
| Skok wzwyż                 | Wojciech Theiner   | 2,25 SB    | Donald Thomas          | 2,25       | Sylwester Bednarek     | 2,20       |
| Pchnięcie kulą             | David Storl        | 21,18 SB   | Michał Haratyk         | 21,18 SB   | Jakub Szyszkowski      | 20,57 PB   |
| Rzut dyskiem               | Andrius Gudžius    | 68,16      | Piotr Małachowski      | 64,82      | Lolassonn Djouhan      | 63,95      |
| Rzut młotem                | Paweł Fajdek       | 80,53      | Wojciech Nowicki       | 76,19      | Nick Miller            | 76,00      |
| Rzut oszczepem             | Hubert Chmielak    | 76,95      | Alexandru Novac        | 76,11      | Marcin Krukowski       | 75,68      |

### Kobiety
| Konkurencja:               | 1. miejsce          | Rezultat   | 2. miejsce          | Rezultat   | 3. miejsce             | Rezultat   |
| Bieg na 400 m              | Olha Zemlak         | 51,78      | Justyna Święty      | 51,82      | Patrycja Wyciszkiewicz | 52,57 SB   |
| Bieg na 800 m              | Natalija Pryszczepa | 2:02,68    | Olha Lachowa        | 2:02,71    | Angelika Cichocka      | 2:03,32 SB |
| Bieg na 1500 m             | Sofia Ennaoui       | 4:05,03 SB | Danuta Urbanik      | 4:07,62 SB | Darja Barysiewicz      | 4:07,90 PB |
| Bieg na 400 m przez płotki | Kemi Adekoya        | 55,41      | Joanna Linkiewicz   | 55,58      | Ołena Kołesniczenko    | 56,09      |
| Skok o tyczce              | Agnieszka Kaszuba   | 4,00 SB    | Julia Ryczak        | 3,90       | Wiktoria Wojewódzka    | 3,70       |
| Skok w dal                 | Laura Strati        | 6,63 PB    | Kristina Hryszutina | 6,29       | Izabela Włodarska      | 6,13       |
| Rzut młotem                | Anita Włodarczyk    | 77,07      | Hanna Skydan        | 74,12      | Malwina Kopron         | 71,88      |